# Chemin céleste
Le Chemin Céleste (Iter Aquileiense en latin ou Cammino Celeste en italien) est un chemin de pèlerinage très ancien qui relie les sanctuaires de Maria Saal en Autriche et de Brezje en Slovénie à celui d'Aquilée en Italie. Autrefois, le parcours se poursuivait jusqu'à Grado (le sanctuaire de l'île de Barbana) par barques. Le Chemin Céleste a été officialisé en tant qu'itinéraire de pèlerinage international durant l'été 2006, sous forme de trois parcours faisant converger des pèlerins issus de trois nations.

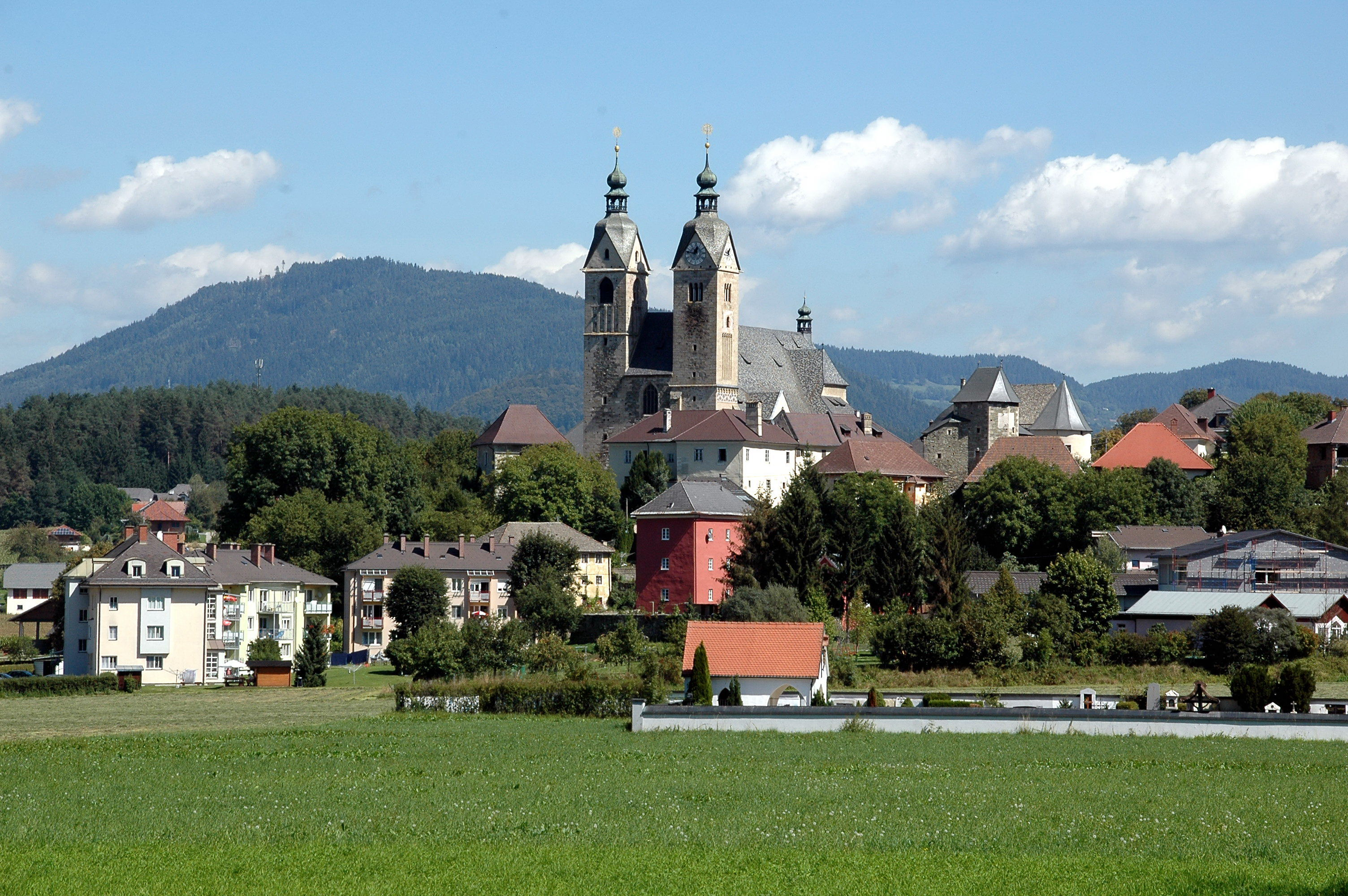
Maria Saal : vue générale avec église de pèlerinage

## Histoire
Aquilée était le siège d'un ancien patriarcat, « Église-mère » (Ecclesia mater) qui apporta le christianisme aux populations du centre et de l'est de l'Europe depuis l'Antiquité. La tradition y indique la présence de l'évangéliste Marc. Les saints Hermagoras d'Aquilée (it) et Fortunat d'Aquilée y furent les premiers martyrs puis plus tard Can, Cantien et Cantienne ou Cantianille (trois frères, les cantii). Depuis Aquilée, les pèlerins pouvaient poursuivre leur itinéraire vers Rome. En l'an 800 après s'être fait sacrer empereur, Charlemagne s'y arrêta pour obtenir la bénédiction du patriarche Paulin d'Aquilée.

## Description
La partie italienne fait 205 kilomètres, la partie slovène 75 kilomètres et la partie autrichienne 80 kilomètres, soit 360 kilomètres au total.
Quelques sanctuaires remarquables bordent le chemin (les pèlerins suivent plusieurs variantes) :

### En Autriche

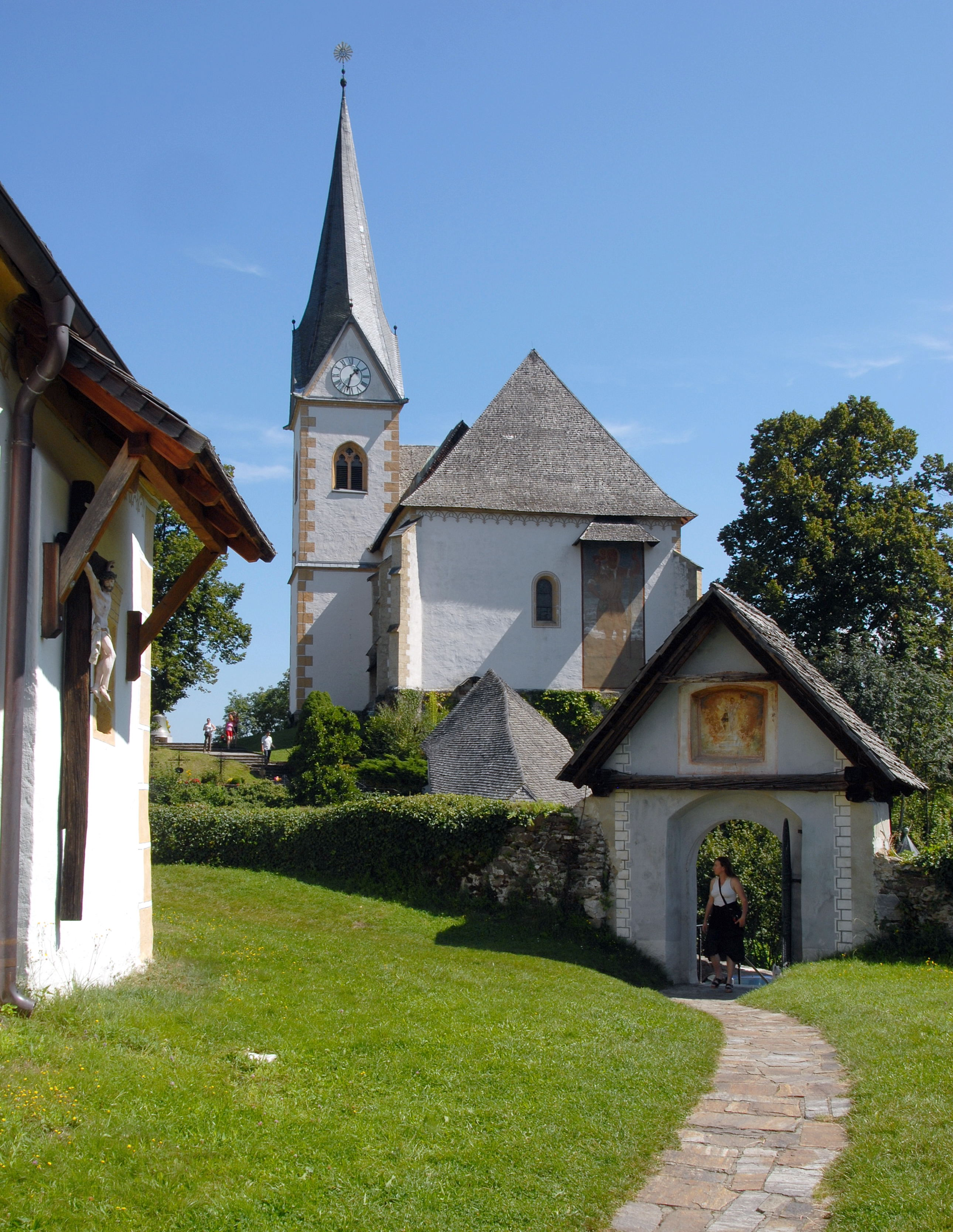
Maria Woerth : église de pèlerinage

La branche autrichienne du chemin de pèlerinage passe par les églises des villages de :
- Maria Saal,
- Maria Wörth,
- Sankt Egyden,
- Sankt Leonhard.

### En Slovénie
La branche slovène du chemin de pèlerinage part de l'église de Brezje, qui fut élevée au titre de basilique en 1988 par le pape Jean-Paul II et traverse divers sanctuaires se trouvant dans les Alpes Juliennes.

### En Italie
Le trajet débute sur le tracé de l'ancienne voie romaine Julia Augusta, longeant les sanctuaires suivants: 
- église de Tarvisio,

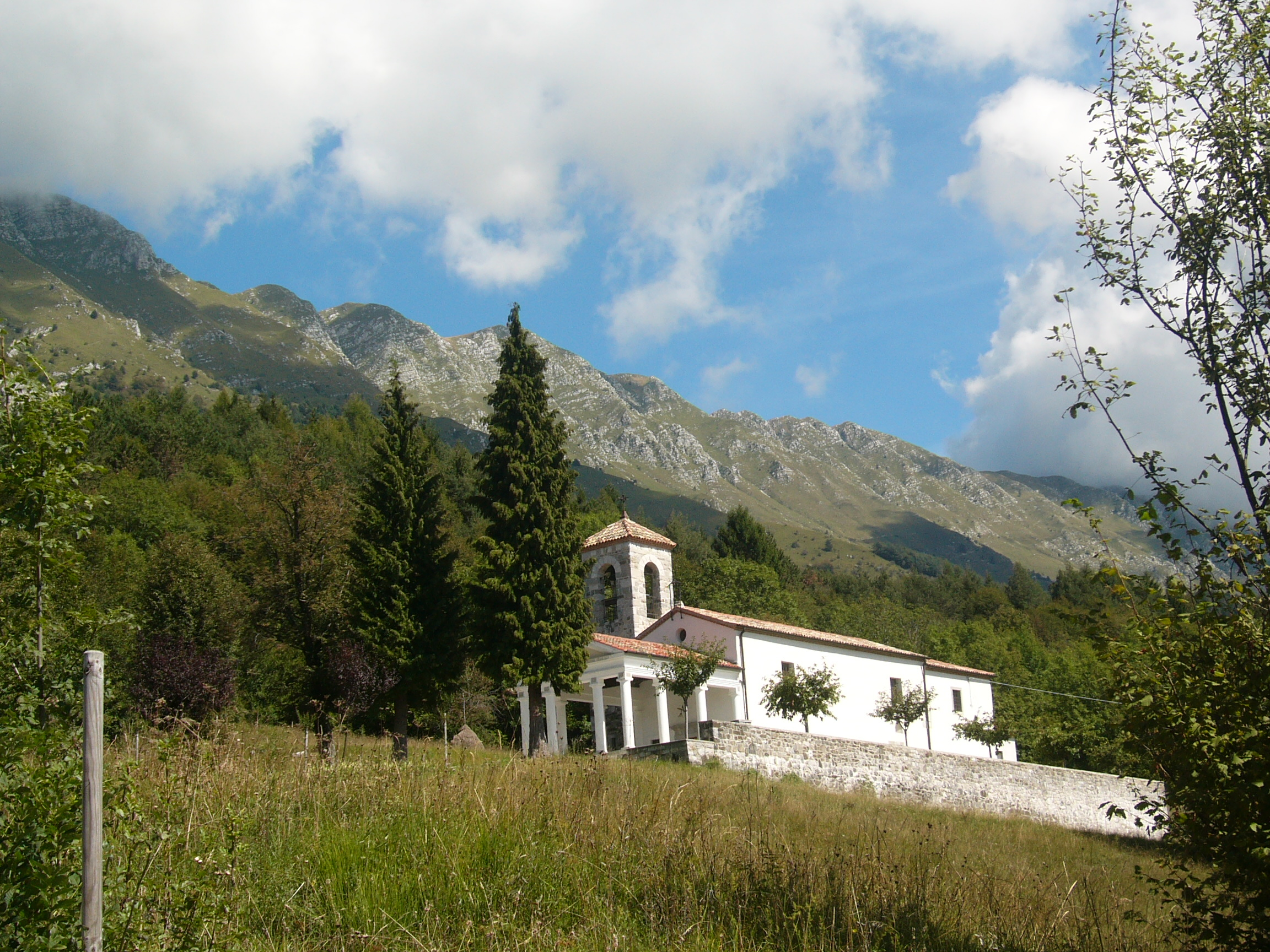
Monteaperta : église de pèlerinage Santissima Trinità

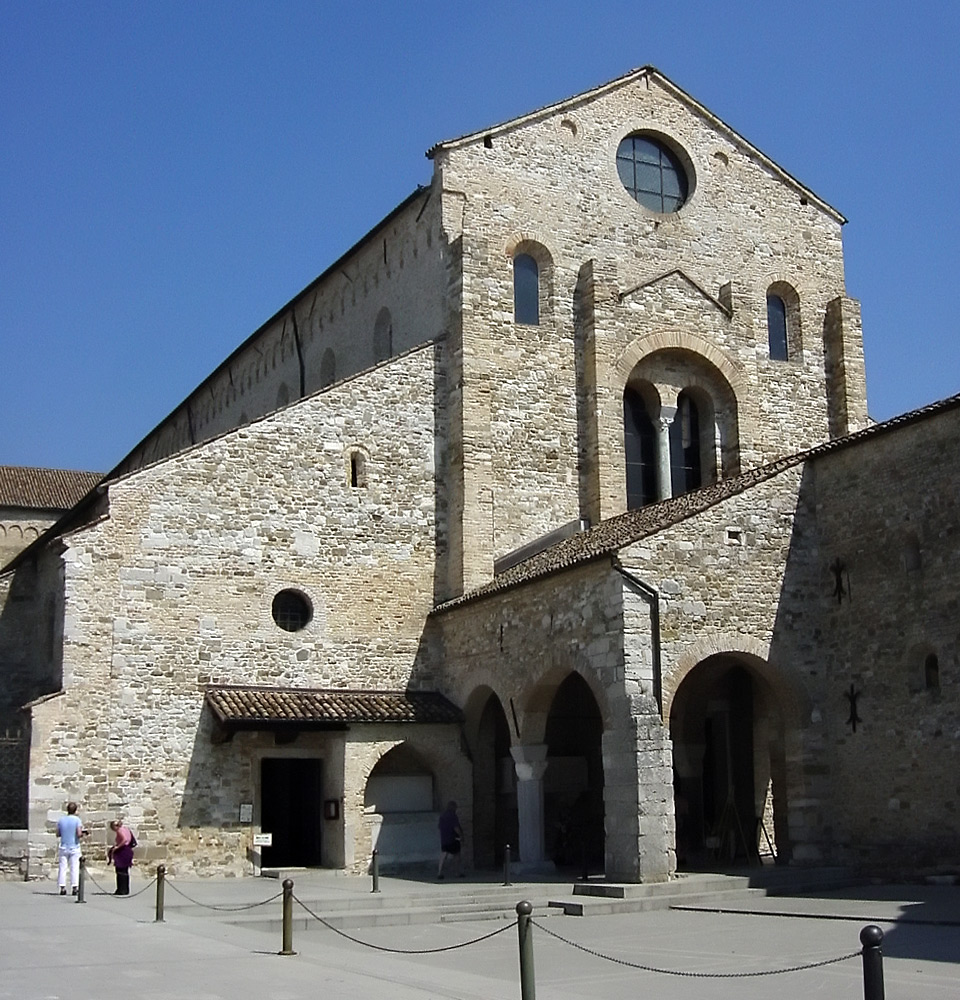
Aquilée (Aquileia) : basilique patriarcale

- sanctuaire du Saint-Mont (Monte Santo en italien) de Lussari,
- chapelle de la Sella Sagata à Dogna,
- église de la Très-Sainte Trinité (Santissima Trinità en italien) de Monteaperta (dans la commune de Taipana),
- chapelle Santa Anna de Resia,
- sanctuaires de Nimis,
- sanctuaires de Cividale : cathédrale, églises et petit temple longobard,
- sanctuaire de Castelmonte,
- abbaye de Rosazzo,
- églises d'Albana, de Mernicco et de Lonzano (dans la commune de Dolegna del Collio),
- église de San Pietro Chiazzacco et de Crauglio (dans la commune de San Vito al Torre),
- couvent et églises d'Aiello del Friuli,
- cathédrale et sanctuaire de la Rose Mystique de Cormons,
- églises de Fratta et Versa,
- église de Mariano del Friuli,
- église de Perteole (dans la commune de Ruda),
- petite église de San Andrea de Griis,
- monastère et basilique d'Aquilée.